# Fidante
Fidante (in greco antico: Φείδας), personaggio dell'Iliade (XIII, vv. 686-691), fu un guerriero acheo. 
Fidante partecipò all'azione bellica descritta nel libro VI dell'Iliade relativo alla battaglia delle navi opponendosi senza successo all'attacco di Ettore. 
()